# Christian Convery
Christian Convery est un acteur canadien, né le 10 novembre 2009 à Vancouver.
Il se fait connaître grâce au personnage de Gus dans la série télévisée fantastique Sweet Tooth, adaptation du comics éponyme de Jeff Lemire, diffusée depuis 2021 sur Netflix.

## Biographie

### Jeunesse
Christian Convery naît le 10 novembre 2009 à Vancouver, en Colombie-Britannique,. Sa mère, Lisa Convery, est une actrice, apparue dans le premier épisode de la sixième saison de Sous le soleil (2000) et en tant que réceptionniste dans Eaux troubles (2004),.

### Carrière
En 2016, Christian Convery apparaît pour la première fois sur la chaîne Hallmark Channel pour qui il joue dans de différents rôles dans les téléfilms tels que Quand Carly rencontre Andy (Hearts of Spring) de Marita Grabiak, Le Noël de mes rêves (My Christmas Dream) de James Head et 10 choses à faire pour un Noël parfait (Christmas List) de Paul A. Kaufman. Cette même année, il fait une apparition dans la douzième saison de la série fantastique Supernatural et dans la première saison de Van Helsing.
En 2017, il parait dans un épisode de la série télévisée Lucifer, dans le rôle d'Ethan.
En mai 2018, il est engagé dans le rôle d'un des fils de Monsieur Mouche dans le téléfilm d'horreur Descendants 3 de Kenny Ortega (2019).
En mai 2020, on apprend qu'aux côtés des acteurs Nonso Anozie, Adeel Akhtar et Will Forte, il passe l'audition pour le rôle principal de Gus, jeune hybride, mi-humain mi-cerf, dans la série fantastique Sweet Tooth. Elle est une adaptation de la série de comics éponyme de Jeff Lemire. La série est diffusée depuis juin 2021 et durant trois saisons sur Netflix.

## Filmographie

### Longs métrages
- 2018 : Des extraterrestres ont mangé mes devoirs (Aliens Ate My Homework) de Sean McNamara : Eric
- 2018 : Le Paquet (The Package) de Jake Szymanski : Jake Floyd
- 2018 : My Beautiful Boy (Beautiful Boy) de Felix Van Groeningen : Jasper Sheff
- 2018 : Venom de Ruben Fleischer : Joey, à 8 ans
- 2019 : William de Tim Disney : William, jeune
- 2019 : Chaud devant ! d'Andy Fickman : Will
- 2020 : Aliens Stole My Body de Sean McNamara : Eric
- 2023 : Crazy Bear (Cocaine Bear) d'Elizabeth Banks : Henry
- 2025 : The Monkey d'Oz Perkins : Hal et Bill Shelburn, enfants
- 2025 : Frankenstein de Guillermo del Toro
- 2025 : Flowervale Street de David Robert Mitchell

### Courts métrages
- 2019 : A Snake Marked de Juan Riedinger : Snake, jeune

Prochainement
- Benny's Best Birthday de Benjamin Schuetze : Benny, jeune

### Téléfilms
- 2016 : Quand Carly rencontre Andy (Hearts of Spring) de Marita Grabiak : Conner
- 2016 : Le Noël de mes rêves (My Christmas Dream) de James Head : Cooper
- 2016 : 10 choses à faire pour un Noël parfait (Christmas List) de Paul A. Kaufman : David Anthony Owens
- 2017 : Un Noël à Ashford (Coming Home for Christmas) de Mel Damski : Paul
- 2017 : Le Chalet de Noël (Christmas at Holly Lodge) de Jem Garrard : Kyle Talbert
- 2018 : Vous avez un message : En route vers le mariage (Signed, Sealed, Delivered: The Road Less Traveled) de Kevin Fair : Danny
- 2018 : Coup de foudre sur une mélodie de Noël (It's Christmas, Eve) de Tibor Takács : Wyatt
- 2018 : Belle pagaille à Noël (A Twist of Christmas) de David Winning : Elliot Hewitt
- 2018 : Coup de foudre avec Santa (Santa's Boots) de Shawn Tolleson : Todd`
- 2019 : Descendants 3 de Kenny Ortega : Squeaky

### Séries télévisées
- 2016 : Supernatural : Lucas Kellinger (saison 12, épisode 3 : The Foundry)
- 2016 : Van Helsing : l'enfant vampire #4A (saison 1, épisode 11 : Last Time)
- 2017 : Legion : David, à 4 ans (3 épisodes)
- 2017 : Lucifer : Ethan (saison 2, épisode 15 : Deceptive Little Parasite)
- 2019 : Les Enfants maudits (Andrews' Heaven) : Keith (1 épisode)
- 2019-2020 : Pup Academy : L'École secrète (Pup Academy) : Morgan (20 épisodes)
- 2021- 2024 : Sweet Tooth : Gus (24 épisodes)
- 2023 : One Piece (série TV) : Sanji (enfant)

## Distinctions
Sauf indication contraire, les informations mentionnées dans cette section peuvent être confirmées par la base de données cinématographiques IMDb,  présente dans la section « Liens externes ».

### Récompenses
- Young Entertainer Awards 2017 : meilleur acteur jeune dans un téléfilm, mini série ou spécial pour Le Noël de mes rêves
- Young Artist Awards 2017 : meilleur acteur dans un téléfilm ou special pour 10 choses à faire pour un Noël parfait[8]
- Young Entertainer Awards 2018 : meilleur acteur jeune dans un téléfilm, mini série ou spécial pour Le Chalet de Noël
- Young Entertainer Awards 2019 :
  - Meilleure distribution jeune dans un long métrage pour Des extraterrestres ont mangé mes devoirs, partagée avec Jayden Greig, Carmela Nossa Guizzo, Sean Quan et Lauren McNamara
  - Meilleur acteur jeune dans un second rôle dans un long métrage pour My Beautiful Boy
  - Young Artist Awards 2019 :
  - Meilleure performance d'une distribution dans une série télévisée ou film pour Des extraterrestres ont mangé mes devoirs, partagée avec Jayden Greig, Lauren McNamara, Sean Quan, Ty Consiglio et Carmela Nossa Guizzo
  - Meilleure performance d'acteur dans une série télévisée ou film pour Des extraterrestres ont mangé mes devoirs
- Young Entertainer Awards 2020 : meilleure performance pour un acteur jeune dans un long métrage
- Young Artist Awards 2020 : meilleur acteur principal dans un long métrage pour Chaud devant !

### Nominations
- Young Entertainer Awards 2017 : meilleur acteur invité de 11 ans et moins dans une série télévisée pour Supernatural
- Young Artist Awards 2017 : meilleur second rôle masculin dans une série télévisée pour Supernatural
- Young Entertainer Awards 2018 : meilleur acteur invité de 10 ans et moins dans une série télévisée pour Lucifer
- Young Artist Awards 2018 :
  - Meilleure second rôle masculin dans un téléfilm ou spécial pour Un Noël à Ashford
  - Meilleur second rôle masculin dans une série télévisée pour Legion
- Young Entertainer Awards 2019 : meilleur acteur dans un téléfilm, mini série ou spécial pour Belle pagaille à Noël
- Young Artist Awards 2019 : meilleur acteur dans un téléfilm ou spécial pour Belle pagaille à Noël
- Young Entertainer Awards 2020 :
  - Meilleur acteur principal de 10 ans et moins dans une série télévisée pour Pup Academy : L'École secrète
  - Meilleure performance pour un acteur jeune dans un long métrage pour William
  - Meilleur acteur principal dans un long métrage pour Chaud devant !
- Young Artist Awards 2020 :
  - Meilleure performance dans un long métrage pour William
  - Meilleure performance dans un rôle principal dans une série télévisée pour Pup Academy : L'École secrète